# Rhytidoponera anceps
Rhytidoponera anceps é uma espécie de formiga do gênero Rhytidoponera.